# Vini Lopez
Vini Lopez (* 22. ledna 1949) je americký bubeník. Od roku 1969 působil ve skupině Steel Mill, ve které s ním působil také zpěvák Bruce Springsteen. Skupina se rozpadla v roce 1971. Později Lopez se Springsteenem působil ještě ve skupině E Street Band, kterou opustil roku 1974, kdy jej nahradil Ernest Carter. Se skupinou nahrál její první dvě alba: Greetings from Asbury Park, N.J. a The Wild, the Innocent & the E Street Shuffle, obě z roku 1973. Později vystupoval s různými dalšími skupinami, jako byla například The Lord Gunner Group, ale většímu úspěchu se mu již nedostalo.
V roce 2014 byl uveden do Rock and Roll Hall of Fame jako člen skupiny E Street Band.